# MINIX
Minix，是一個迷你版本的類Unix作業系統，由塔能鲍姆教授為了教學之用而創作，採用微核心設計。它啟發了Linux核心的創作。
它的名稱取自英語：的縮寫。與Xinu、Idris、Coherent和Uniflex等類UNIX作業系統類似，衍生自Version 7 Unix，但並沒有使用任何AT&T的程式碼。第一版於1987年釋出，只需要購買它的磁片，就提供完整的原始碼給大學系所與學生，作為授課及學習之用。2000年4月，重新以BSD授權條款釋出，成為開放原始碼軟體。

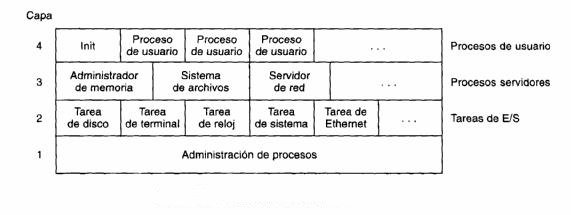
Estructura MINIX

## 歷史與版本

### MINIX 1.0
Minix原來是荷蘭阿姆斯特丹自由大学計算機科學系的塔能鲍姆教授（Prof. Andrew S. Tanenbaum）所發展的一個類UNIX作業系統。
因為AT&T的政策改變，在Version 7 Unix推出之後，發布新的使用授權條款，將UNIX原始碼私有化，在大學中不再能使用UNIX原始碼。塔能鮑姆教授為了能在課堂上教授學生作業系統運作的實務細節，決定在不使用任何AT&T的原始碼前提下，自行開發與UNIX相容的作業系統，以避免版權上的爭議。他以小型UNIX（mini-UNIX）之意，將它稱為MINIX。
Minix以C語言寫成，與Version 7 Unix相容，全部的程式碼共約12,000行，並置於他的著作《作業系統：設計與實作》（Operating Systems: Design and Implementation，ISBN 0-13-637331-3）的附錄裡作為範例。Minix的系統要求在當時來說非常簡單，只要三片磁片就可以起動。
Minix原始是設計給1980年代到1990年代的IBM PC和IBM PC/AT相容電腦上執行，主要運作於16-bits的Intel 8080平台，以軟碟起動。

### MINIX 1.5
1.5版也有移植到以Motorola 68000系列CPU為基礎的電腦上（如Atari ST，Amiga，和早期的Apple Macintosh）和以SPARC為基礎的機器（如昇陽（Sun）公司的工作站）。

### MINIX 2.0
1997年，隨著教科書改版，塔能鮑姆釋出Minix 2，在這版中，它改成可以在Intel 80386等x86平台上運作，從硬碟上開機。

### MINIX 3
2004年，塔能鮑姆重新架構與設計了整個系統，更進一步的將程式模組化，推出MINIX 3。桌面环境的EDE在MINIX 3中作为可选包。

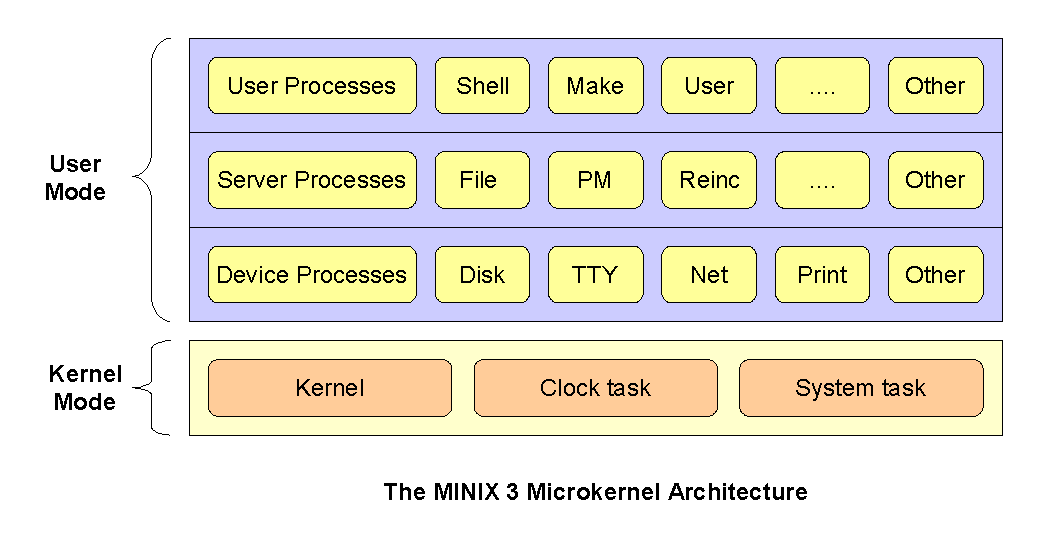
The MINIX 3 Microkernel Architecture
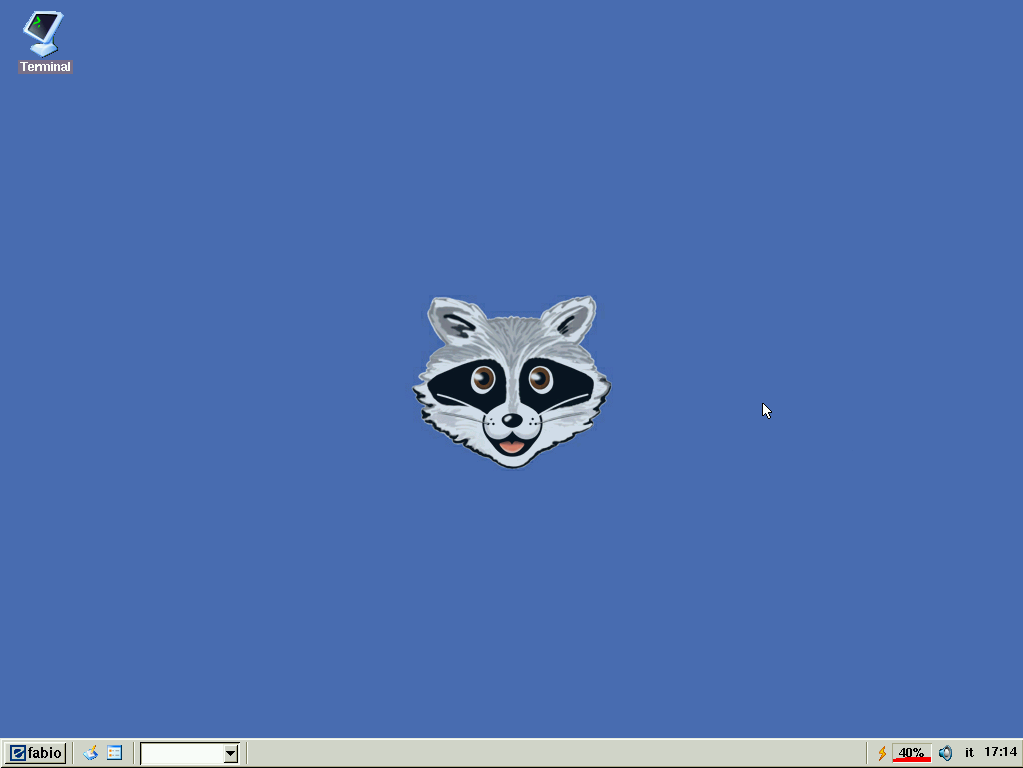
MINIX 3.1.7 running X11 with the EDE
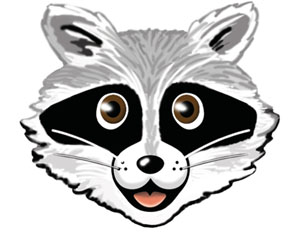
Rocky Raccoon, the mascot of Minix 3.

## 技術內容
全套Minix除了启動的部份以汇编语言編寫以外，其他大部份都是純粹用C語言編寫。分為：内核、記憶體管理及文件系统三部份。
Minix在設計之初，為了使程式簡化，它將程式模組化，如檔案系統與記憶體管理，都不是在作業系統内核中運作，而是在使用者空間運作。至Minix 3時，連IO裝置都被移到使用者空間運作。
另一個特點，則是Minix主要目的是用於教學，因此程式碼撰寫上極力重視簡潔與可讀性。

## Minix與Linux
Linux是其作者受到Minix的影響而作成的（林納斯·托瓦茲不喜歡他的386電腦上的MS-DOS作業系統，而安裝了Minix，並以它為样本開發了原始的Linux核心）。但是这种影响更多在于非技术层面，确切地说是一种精神上的“鼓舞”。在設計上，Linux則和Minix相差很大，在Linux系统还没有自己的原生檔案系统之前，曾采用Minix的檔案系统。Minix在核心設計上採用微核心，即将作業系統分成微核心和其上的提供檔案系统、記憶體管理、驱动程式等服务的服务程式；而Linux則和原始的UNIX都採用單核心。在Linux發展之初，雙方還于1992年在新聞群組上有過一場精彩的爭論，被稱為塔能鮑姆-林納斯辯論。Minix的作者和支持者认为使用單核心是技术上的退步，而Linux的支持者认为Minix本身没有实用性。

## 授權方式
在授權方式上，Minix的版權宣告在早期被認為是相當自由的：塔能鮑姆教授在希望拿Minix作為一個公開的教材與出版社希望保護程式碼著作權的平衡下，它只要求一個相當低的授權費。但因為它並不是一個開放原始碼的授權方案，所以志願工作者在以GPL方式散佈的Linux核心出現後就多轉向Linux平台。而Unix也在BSD與AT&T達成協議後，出現了以BSD許可證授權散佈的FreeBSD開放平台。Minix雖然在2000年改用BSD授權條款，但這時其它的作業系統在功能上大幅超越了它，而它失去了發展成一個廣泛使用的作業系統的機會，只留下，如塔能鮑姆教授原來期望的，作為一個開放的教材的用途。直到Minix 3出現後，Minix才又改頭換面，現在它是一個朝向小型系統的可靠作業系統。

## 参見
- MINIX文件系统
- EDE

## 相關網站
- Minix3官方网站 （页面存档备份，存于）